# Todd Cantwell
Todd Owen Cantwell (Dereham, 27 febbraio 1998) è un calciatore inglese, centrocampista del Blackburn.

## Caratteristiche tecniche
È un esterno sinistro, dotato di buon dinamismo, si dimostra molto abile negli inserimenti senza palla.

## Carriera

### Club
Cresciuto nel settore giovanile del Norwich City, ha esordito in prima squadra il 17 gennaio 2018 disputando l'incontro di FA Cup perso ai rigori contro il Chelsea.
Pochi giorni più tardi è stato ceduto in prestito semestrale al Fortuna Sittard.

### Nazionale
Ha giocato nelle nazionali giovanili inglesi Under-17 ed Under-21.

## Statistiche

### Presenze e reti nei club
Statistiche aggiornate al 3 maggio 2025.
| Stagione        | Squadra         | Campionato      | Campionato | Campionato | Coppe nazionali | Coppe nazionali | Coppe nazionali | Coppe continentali | Coppe continentali | Coppe continentali | Altre coppe | Altre coppe | Altre coppe | Totale | Totale | Totale |
| Stagione        | Squadra         | Comp            | Pres       | Reti       | Comp            | Pres            | Reti            | Comp               | Pres               | Reti               | Comp        | Pres        | Reti        | Pres   | Reti   |        |
| --------------- | --------------- | --------------- | ---------- | ---------- | --------------- | --------------- | --------------- | ------------------ | ------------------ | ------------------ | ----------- | ----------- | ----------- | ------ | ------ | ------ |
| 2017-2018       | Norwich City    | FLC             | 0          | 0          | FACup+CdL       | 1+0             | 0               |                    | -                  | -                  |             | -           | -           | 1      | 0      |        |
| 2017-2018       | Fortuna Sittard | 1D              | 10         | 2          | CO              | 0               | 0               |                    | -                  | -                  |             | -           | -           | 10     | 2      |        |
| 2018-2019       | Norwich City    | FLC             | 24         | 1          | FACup+CdL       | 1+2             | 0               |                    | -                  | -                  |             | -           | -           | 27     | 1      |        |
| 2019-2020       | Norwich City    | PL              | 37         | 6          | FACup+CdL       | 3+0             | 1+0             |                    | -                  | -                  |             | -           | -           | 40     | 7      |        |
| 2020-2021       | Norwich City    | FLC             | 33         | 6          | FACup+CdL       | 1+0             | 0+0             |                    | -                  | -                  |             | -           | -           | 34     | 6      |        |
| 2021-gen. 2022  | Norwich City    | PL              | 8          | 0          | FACup+CdL       | 0               | 0               |                    | -                  | -                  |             | -           | -           | 8      | 0      |        |
| gen.-giu. 2022  | Bournemouth     | FLC             | 11         | 0          | FACup+CdL       | 1+0             | 0               |                    | -                  | -                  |             | -           | -           | 12     | 0      |        |
| 2022-gen. 2023  | Norwich City    | FLC             | 18         | 0          | FACup+CdL       | 0+1             | 0               |                    | -                  | -                  |             | -           | -           | 19     | 0      |        |
| Totale Norwich  | Totale Norwich  | Totale Norwich  | 120        | 13         |                 | 9               | 1               |                    | -                  | -                  |             | -           | -           | 129    | 14     |        |
| gen.-giu. 2023  | Rangers         | SP              | 16         | 6          | CS+CdL          | 3+1             | 0               |                    | -                  | -                  | -           | -           | -           | 20     | 6      |        |
| 2023-2024       | Rangers         | SP              | 30         | 7          | CS+CdL          | 4+2             | 0               | UCL+UEL            | 4+4                | 0+1                | -           | -           | -           | 44     | 8      |        |
| Totale Rangers  | Totale Rangers  | Totale Rangers  | 46         | 13         |                 | 10              | 0               |                    | 8                  | 1                  |             | -           | -           | 64     | 14     |        |
| 2024-2025       | Blackburn       | FLC             | 37         | 3          | FACup+CdL       | 2+0             | 0               |                    | -                  | -                  |             | -           | -           | 39     | 3      |        |
| Totale carriera | Totale carriera | Totale carriera | 224        | 31         |                 | 22              | 1               |                    | 8                  | 1                  |             | -           | -           | 254    | 33     |        |

## Palmarès

### Club

#### Competizioni nazionali
- Campionato inglese di seconda divisione: 2

Norwich City: 2018-2019, 2020-2021
- Coppa di Lega scozzese: 1

Rangers: 2023-2024